# Комсомольск (фильм)
«Комсомольск» — советский чёрно-белый художественный фильм, поставленный на киностудии «Ленфильм» в 1938 году режиссёром Сергеем Герасимовым. Посвящён одному из трудовых подвигов первых пятилеток — строительству города Комсомольск-на-Амуре.
Премьера фильма в СССР состоялась 1 мая 1938 года.
Часть съёмок проходила в строящемся в те годы при возводимой 8 ГРЭС пос. Невдубстрой (сейчас г. Кировск Ленинградской обл.).

## Сюжет
В 1932 году партия и правительство приняли решение создать на берегах Амура города юности. На призыв партии откликнулись славные сыны Ленинского Комсомола. Будущему городу было присвоено имя …
На дикие берега Амура на пароходе «Колумб» приплывает первая группа комсомольцев-добровольцев. Им предстоит за кратчайшие сроки выстроить в тайге целый город. И начинается беспрерывная трудовая вахта: выкорчевка леса, закладка первых домов, прибытие первого поезда по ещё строящейся ветке из Волочаевки…
Фильм частично снимался на месте событий, с массовкой из местных жителей, которые фактически играли самих себя.

## В ролях
- Тамара Макарова — Наташа Соловьёва
- Иван Новосельцев — Владимир Соловьёв
- Павел Волков — Степан Никитич, начальник строительства
- Александр Полибин — Александр Гаврилович, парторг строительства
- Николай Крючков — Андрей Сазонов, секретарь горкома комсомола
- Степан Крылов — Ваня Субботин
- Валентина Телегина — Мотя Котенкова
- Александра Матвеева — Клава Потехина
- Евгения Голынчик — казачка
- Пётр Алейников — Петька Алейников
- Георгий Жжёнов — Маврин
- Бори Хайдаров — Киля Лук
- Зула Нахашкиев — старик-нанаец
- Виктор Кулаков — Чеканов
- Иван Кузнецов — Ваня Буценко
- С. Шинкевич — Костя Силин
- Николай Литвинов — Николай Петрович, технорук
- В титрах не указаны:
- Сергей Герасимов — шпион
- Леонид Кмит — Сергей Чеканов
- Тамара Кузнецова (Глушакова) — дочь Наташи Соловьёвой
- Василий Меркурьев — военный представитель на стройке
- Амина Умурзакова — эпизод
- Сергей Поначевный — комсомолец-дезертир

## Съёмочная группа
- Художественный руководитель студии — А. И. Пиотровский
- Авторы сценария — Зиновия Маркина, Михаил Витухновский, Сергей Герасимов
- Постановка — Сергея Герасимова
- Главный оператор — Александр Гинцбург
- Художник — Василий Семёнов
- Оператор — Александр Завьялов
- Композитор — Венедикт Пушков
- Звукооператоры — Евгений Нестеров, Арнольд Шаргородский
- Монтаж — Елены Баженовой, Н. Бурговой
- Директор картины — Е. Голанд